# Емилијанос
Емилијанос (грч. Αιμιλιανός) је насељено место у општини Гребен у периферији Западна Македонија, Грчка. Према попису из 2021. године било је 30 становника.
Према бугарском географу и историчару, Василу Канчову, у Емилијаносу је 1900. године живело 280 Грка. Село се раније звало Критадес.